# Петко Българанов
Петко Минчев Българанов е български политик от БКП.

## Биография
Роден е на 14 септември 1887 г. в търновското село Дебелец. Баща е на комунистическия функционер Боян Българанов. Членувал в Социалдемократическата партия, а от 1948 г. е член на БКП. След 9 септември 1944 г. участва в Отечественият фронт и е бил областен директор на Русе. От 27 декември 1948 до 4 март 1954 г. е кандидат-член на ЦК на БКП. На негово име има улица в град Шумен.